# Osborne Reynolds
Osborne Reynolds (23. srpna 1842 Belfast – 21. února 1912 Watchet) byl anglický fyzik zabývající se, vedle mechaniky a elektřiny, hlavně hydromechanikou. Byl jejím výrazným inovátorem, mezi jeho největší přínosy pro tuto oblast fyziky patří Reynoldsovo číslo.

## Život

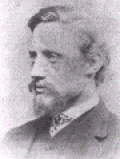
Osborne Reynolds

Osborne Reynolds se narodil v Belfastu, ale krátce poté se celá rodina odstěhovala do Dedhamu. Jeho otec pracoval jako ředitel školy, nicméně věnoval se také matematice a mechanice, konkrétně zlepšení technologií v zemědělství. S prací mu pomáhal mladý Reynolds. Ten byl vzděláván soukromými učiteli. Současně se studiem vysoké školy v Cambridge, kterou roku 1867 jako sedmý nejlepší student úspěšně dokončil, byl učněm ve strojírenské firmě Edwarda Hayese. Zde mimo jiné získal významné zkušenosti v hydromechanice. V roce 1868 byl přijat na Manchesterskou univerzitu (v té době Owens College) jako profesor vyučující strojírenství. Byl jeden z prvních profesorů v Anglii, kteří tento obor vyučovali, protože byl na anglické vysokoškolské scéně zcela nový. Financování tohoto oboru zajišťovaly manufaktury v okolí Manchesteru.
V tomtéž roce přijal opět místo ve strojírenské firmě, kde sloužil jako praktikant. Zabýval se odpadním systémem města Croydon. V této době také projevil zájem o mechaniku a fyzikální zákony.
Ve svých pracích se nejdříve věnoval elektřině a magnetismu, chvíli i částečně astronomii, protože zkoumal elektromagnetické vlastnosti Slunce a komet. Roku 1873 se ale plně začal soustředit na hydrauliku a hydromechaniku.
V roce 1877 se stal členem Královské společnosti, prestižní akademie pro podporu věd, která mu o 11 let později udělila medaili „za výzkum v oblasti matematické a experimentální fyziky a za použití vědecké teorie ve strojírenství“.
Roku 1905 Reynolds odešel z práce kvůli nemoci. Poslední roky strávil v hrabství Somerset se značně podlomeným duševním i fyzickým zdravím.

## Pokusy s vodou

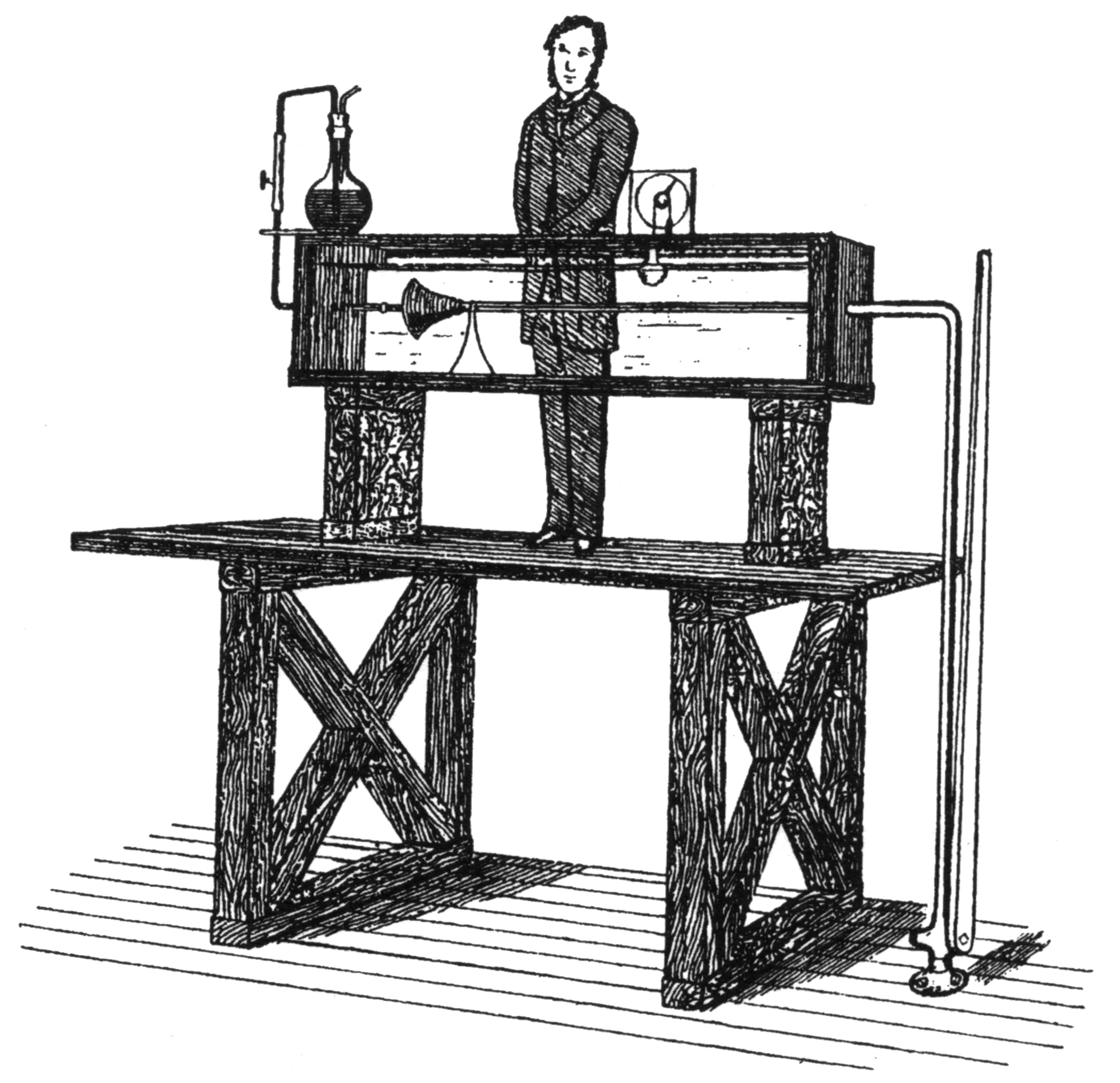
Experiment z roku 1883

Nákresy laminárního a turbulentního proudění

V roce 1883 zkoumal Reynolds podmínky, za kterých se laminární proudění změní na proudění turbulentní. Provedl pokus se skleněnou trubkou, do které pustil vodu a obarvil ji. Rychlost vody postupně měnil: nejdříve (při nízkých rychlostech) zůstaly vrstvy oddělené od sebe po celou dobu, ale s rostoucí rychlostí se vrstvy začaly promíchávat, a tak byl dokázán přechod k turbulentnímu proudění. Svá pozorování a své znalosti shrnul v díle An experimental investigation of the circumstances which determine whether the motion of water in parallel channels shall be direct or sinuous and of the law of resistance in parallel channels („Experimentální výzkum okolností, které určují, zda je pohyb vody v souběžných vrstvách přímý, nebo klikatý, a výzkum zákona odporu mezi vrstvami“), kde se také poprvé objevila bezrozměrná veličina, jež je dnes známá jako Reynoldsovo číslo. Jeho výzkumy byly použity pro předvídání chování u větších objektů (např. lodí).